# 安部川賢治郎
安部川 賢治郎（あべかわ けんじろう、1月2日 - ）は、日本の男性声優。東京都出身。

## 来歴
アプトプロ付属養成所7期生。
2025年4月1日、自身のSNSで、前日付でアプトプロを退所、フリーで活動することが発表された。

## 人物
趣味はサッカー、麻雀、温泉巡り。
兄がいる。

## 出演
太字はメインキャラクター。

### テレビアニメ
2019年
- BEM（講師）

2020年
- 乙女ゲームの破滅フラグしかない悪役令嬢に転生してしまった…（2020年 - 2021年、従者、執事、同僚、館の男、男子生徒） - 2シリーズ
- アイドリッシュセブン Second BEAT!（AD）

2021年
- 2.43 清陰高校男子バレー部（高杉潤五）

2022年
- CUE!（観客）
- 理系が恋に落ちたので証明してみた。r=1-sinθ（不良B）
- シャインポスト（通行人）

2023年
- アルスの巨獣（兵士、作業員）
- 魔法少女マジカルデストロイヤーズ（操縦士の声、SSC無線、オタク、モブB、モブオタ）
- BLEACH 千年血戦篇-訣別譚-（死神）
- 聖女の魔力は万能です（魔物）
- カミエラビ

2024年
- 望まぬ不死の冒険者（冒険者）
- 道産子ギャルはなまらめんこい（冬木父、生徒）
- ささやくように恋を唄う（ライブ観客）
- 転生貴族、鑑定スキルで成り上がる（兵士C）
- 魔王軍最強の魔術師は人間だった（兵士C、盗賊A、海賊D）
- 神之塔 -Tower of God-（ベニアミノ・カサノ） - 2シリーズ
- アオのハコ（2024年 - 2025年、部員）
- ありふれた職業で世界最強 season 3（屍獣兵）
- トリリオンゲーム（観客）
- ブルーロック VS. U-20 JAPAN（インタビュアー）

2025年
- ババンババンバンバンパイア（男子生徒）
- 神統記（テオゴニア）（コロル族）
- 強くてニューサーガ（半魔族、騎士A）

### 劇場アニメ
- 魔法少女リリカルなのは Detonation（2018年）
- 劇場版BEM〜BECOME HUMAN〜（2020年、警備員A）

### ゲーム
2014年
- オメガクインテット（親衛隊、街人）
- 戦国大戦（十市遠忠 他）
- 戦場のウェディング（アンディー、シルファー、フォレス）

2015年
- フェアリーフェンサー エフ ADVENT DARK FORCE（妖精）
- 魔神少女 エピソード2 -願いへの代価-（トラップ）

2019年
- ネルケと伝説の錬金術士たち 〜新たな大地のアトリエ〜
- ゆめいろファンタジー ラテール（釣り名人ハヌイ 他）

2020年
- モバイルレジェンド（黒龍）

2021年
- イリュージョンコネクト（アスク）
- クラッシュフィーバー（安倍晴明）
- 明治活劇 ハイカラ流星組 －成敗しませう、世直し稼業－（父 他）

2022年
- トライアングルストラテジー（クラルス・ブロッカ）
- アラド戦記（マイスター・テネブ）

2025年
- 逆転オセロニア（銀志郎）

### シリーズ一覧
1. ↑  第1期（2020年）、第2期『X』（2021年）
2. ↑  第2期『王子の帰還』（2024年）、第2期『工房戦』（2024年）